# 小牧山
小牧山（こまきやま）は、愛知県小牧市にある標高86mの山。
かつて織田信長の居城であった、小牧山城（日本の城）があった。現在は山全体が公園となっており、桜の名所としても知られる。公園の分類は「史跡公園」。
なお現在、山頂にある天守閣風建物は、1967年（昭和42年）に建てられたものである（小牧市歴史館（小牧城）参照）。

## 概要
平野の真中にある為、山の頂上にある小牧城からは周囲を見渡す事ができる。
山の大きさは、東西約600メートル、南北約400メートルである。
山全体の総面積は、約21ヘクタール。
かつてこの山の頂上には、織田信長の命令により、山城が建てられていた。この城は、後に徳川家康が小牧・長久手の戦いで使用した事で有名である（この城については、下記の「小牧山城」参照）。
公園内には、かつての城跡や、曲輪（くるわ）や井戸の跡、土塁を復元した物などの歴史的資料が展示されている。
桜の名所としても、有名である。
北部に、タブノキがある。タブノキは、この地方では小牧山のみに自生している。
全国にある城下町の嚆矢といわれる。

## 小牧山城

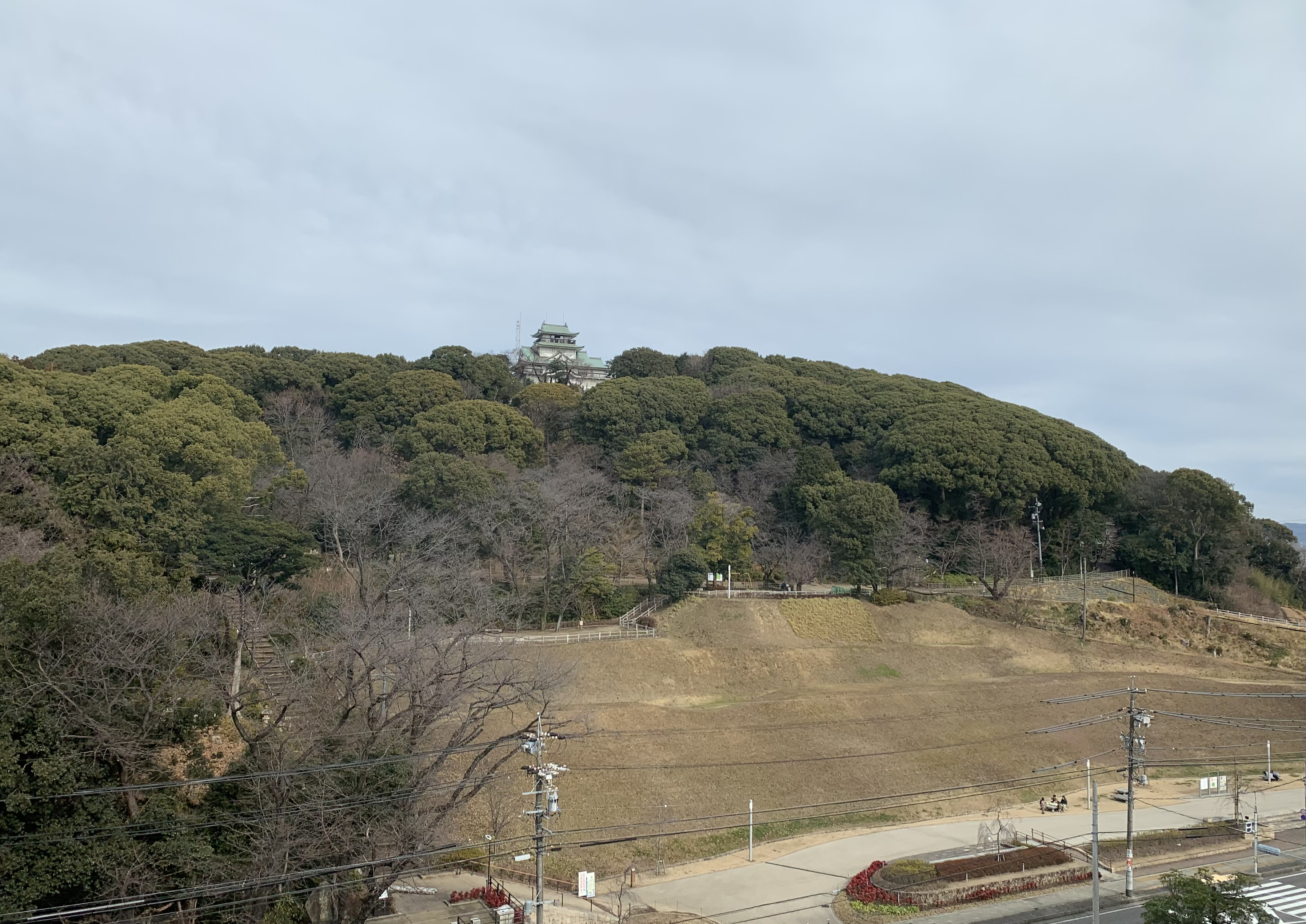
小牧山城

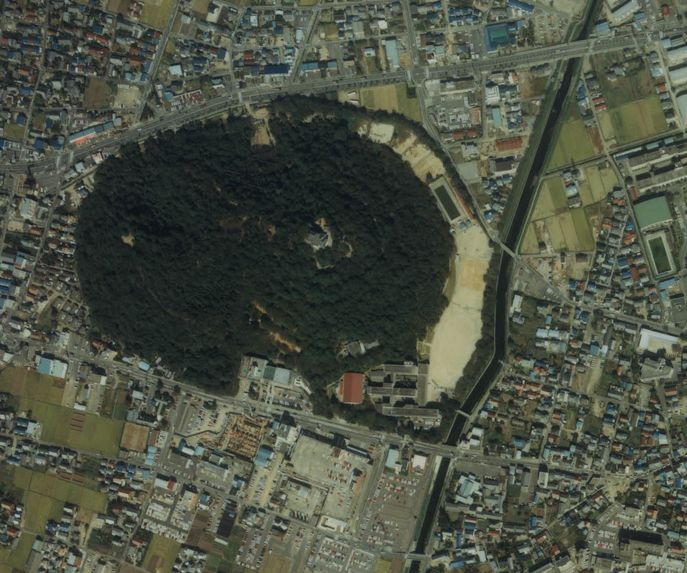
1987年度（昭和62年）に撮影された写真上側を走る太い道路は、国道155号。写真右側を流れる川は、合瀬川。

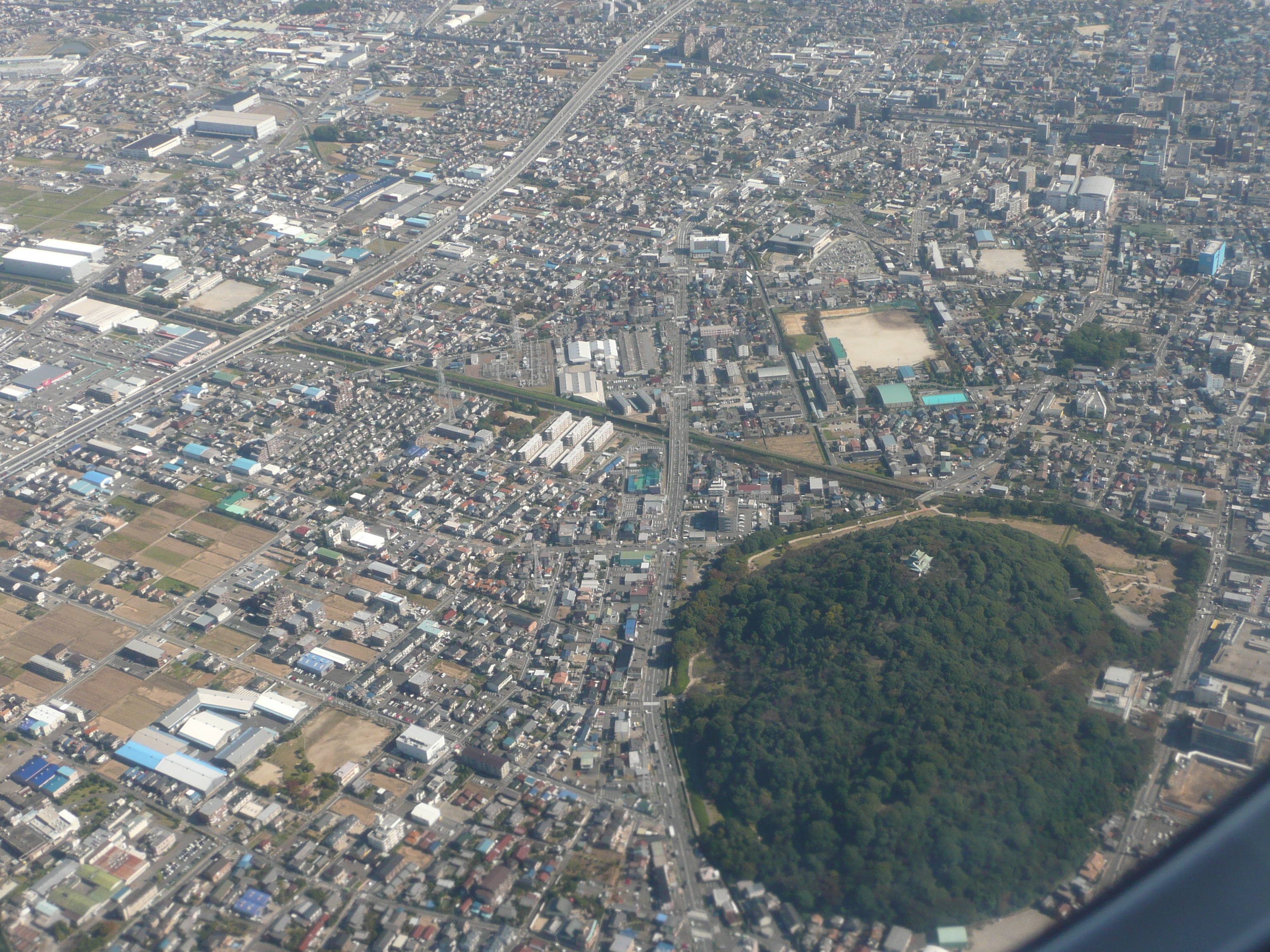
小牧山（2010年11月4日）

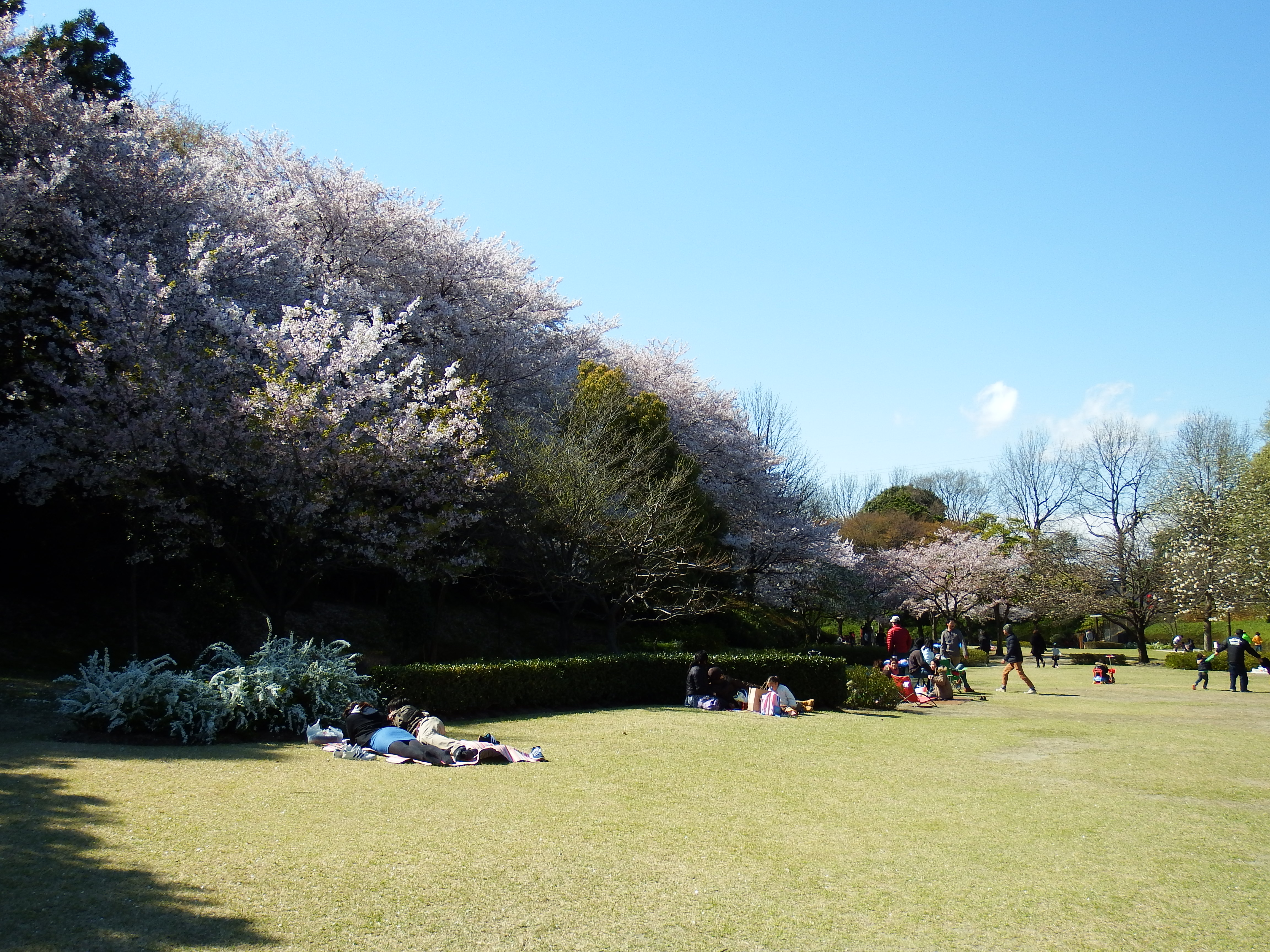
小牧山の桜

小牧山城（こまきやまじょう）は、日本の城。織田信長が美濃攻めの拠点として築城し、後の小牧・長久手の戦いでは、徳川家康の陣城となった。
濃尾平野の独立峰である小牧山に築城された城で、織田信長が美濃攻めを終えるまでの4年間しか使用されなかった。このため、急造の砦に近いものと想像されていたが、近年の発掘調査の結果で、城郭を取り巻く三重の石垣（三段の石垣で一番下の段は腰巻石垣）が発見された。そして城の南部の発掘調査では、小牧山築城によって移転してきた住民によって営まれた町割も発見された。これにより小牧山城は戦時急造の城ではなく、清洲城に代わる新たな拠点として築かれた城郭であることが判明した。現在は小牧山城が後に織豊系城郭と呼ばれる城郭体系の原点であるとされる。
南山麓から本丸のある頂上に向かう位置には防衛に不向きな大手道が設けられている。途中の中腹から折れのある道へと変化しており、後の安土城の縄張りとの類似性が指摘されている。

### 構造
標高86mの小牧山頂上に本丸を築き、その周囲を三重の石垣で守りを固め、中腹も削平して数多くの曲輪を構築している。
平成17年度（2005年）に行われた第2次試掘調査で現在の大手道の地下に永禄期の大手道があることが発見された。永禄期の大手道は、山側谷側にもそれぞれに石積を設け、道の両端を区画していた。道幅は約5mで、道に並行して幅 20cmの排水溝を設置していた。この構造は安土城の正面にある大手道と構造的に似通っており、安土城が初見とされる大規模な大手道は、この小牧山城が最初であったと推測されている。
小牧・長久手の戦いの際には、陣城として大掛かりな土木工事が行われ、山の周囲全体を土塁と堀で囲み、要所には防衛用の虎口を設けた。

## 歴史

### 小牧山城築城以前
小牧山築城以前は尾張村を開拓した尾張氏の地であった。元々天照国照の神聖な場であった事が確認されている。現代の発掘結果等から、寺院などの宗教関係の施設も存在していたと考えられている。また間々観音に残る縁起（寺院の沿革）では、「元は小牧山に寺院（間々観音）があったが、織田信長の命によって、現在の地に移設された」とある。また、間々観音は正式には「飛車山龍音寺」であるが、この「飛車（ひくま）山」は小牧山の古い呼び名のひとつであるとされる。

#### 信長による築城と廃城
織田信長は、永禄3年5月19日（1560年6月12日）の桶狭間の戦いに勝利した後、念願の美濃国併呑を実現すべく、早くもその3ヶ月後から美濃攻めを開始した。永禄5年1月15日（1562年2月18日）には徳川家康と清須城においていわゆる清洲同盟を結び、尾張国東側の脅威が消滅した。これによって、信長は全力で美濃国を攻める体制を整えるために、美濃国に近い尾張国北方へ本拠地を前進する策が実施可能となった。この新しい本拠地に選ばれたのが、広大な濃尾平野の中に孤峰を保つ小牧山であった。丹羽長秀を奉行として小牧山山頂に城を築き、永禄6年（1563年）7月には主要兵力を小牧山の城に移した。『定光寺年代記』に拠れば城は信長により「火車輪城」と名付けられた。
信長家中の小牧山移転の際のエピソードがある。清須から北方へ移転するという噂が織田家中で囁かれ、誰もが不服に思っていた。そこで信長は一計を案じ、小牧山よりさらに北方の丹羽郡二ノ宮山（現在の愛知県犬山市楽田地区二ノ宮の本宮山）に城を築き移転すると布告した。当然、清須城内は反対一色となった。信長は反対意見が十分に出た頃を見計らい、家中の意見を吟味した結果として、二ノ宮山よりは清洲城に近い小牧山への移転に変更することを申し渡した。すると今度はほとんど反対意見もなく、皆が小牧山への移転に同意したという。この計略は人間心理を巧みに利用したものであり、似たようなエピソードが古今東西に存在するため真偽は不明であるが、文明年間以来、約80年間にわたって守護所として栄え、家臣らが各々の屋敷を持つ清須から他の地へ移ることへの抵抗が大きかったことが推測される。
平成22年（2010年）の発掘調査により、本丸部分から信長の家臣、佐久間信盛を指す可能性の高い「佐久間」と墨書された石垣の石材が出土した。奉行の丹羽長秀一人が築城の全てを取り仕切ったわけではなく、家臣団にそれぞれ資材調達や作事の分担があったことがわかる。また、信長が家臣を競わせ築城を進めさせたと推測する説がある。
従来小牧山城は、後述のように4年間しか使用されなかったため、従来は「美濃攻略のための（土塁などの簡素な作りによる）仮住まいの城」と考えられていたが、平成16年（2004年）からの試掘調査で城の主郭の四方を石垣で囲んだ本格的な城であることが判明し、当初信長は長期滞在も考えていた可能性が指摘されている。また、山麓南側から西側にかけては、清須から移転させた城下町が形成された。移転後、織田軍は小牧山城を本拠地として美濃への侵攻と調略を繰り返し、永禄10年8月15日（1567年9月17日）、美濃斎藤氏の本拠地であった稲葉山城は落城。信長は稲葉山城に拠点を移し城下町の機能を全て移転させたため、小牧山城は約4年間で廃城となった。

#### 小牧・長久手の戦い
天正12年（1584年）、羽柴秀吉と徳川家康が戦った小牧・長久手の戦いでは、家康がいち早く小牧山に目を付けて本陣を置き、遅れてきた秀吉を悔しがらせたといわれる。この時、信長の築いた城跡の土塁、空堀などに大規模な改修が施され、「城」とみなせるほど強固な陣地が築かれた。秀吉の大軍も容易に手が出せず、焦った池田恒興や森長可が三河への無謀な長駆攻撃を敢行し、長久手方面へ突出して壊滅する事態となった。急造「小牧山城」は、徳川勝利の一翼を担ったことになる。この一戦は、頼山陽により「家康公の天下を取るは大坂にあらずして関ケ原にあり。関ケ原にあらずして小牧にあり」と称揚された（『日本外史』）。

### その後
家康「御勝利御開運の御陣跡」となり、一般の入山は禁止された。奮地を敬いこの山の下に舘舎を営み、小牧御殿と名づけられた。小牧山碑も建てられたが、今は残っていない。現在残っている曲輪、井戸跡が御殿敷地内にあったと思われる。山と城跡は、江戸時代を通じて尾張徳川家の領地として保護を受け、管理された。元和9年（1623年）には、尾張徳川家が上街道を整備する為、山の南側にあった町を東に移転させた。中山道木曾路の宿驛（うまや）として賑わいを見せた。小牧村の中の小牧驛（うまや）で、現在の小牧駅から真西に数100mの場所である。
明治維新後も尾張徳川家の所有地であったが、昭和2年（1927年）に、時の当主徳川義親によって国に寄付された。同年、国の史跡に指定される。現在でも山中の各所に石垣、土塁、空堀、井戸跡、曲輪、虎口や若干の石垣などが残り、往時を偲ぶことができる。
なお現在、小牧山山頂にある「小牧城（小牧市歴史資料館）」は、昭和42年（1967年）に建設されたものである。また昭和22年（1947年）から平成9年（1997年）までは、山の東側の現在の史跡公園の位置に小牧中学校（建設の際に調査前の土塁や曲輪、虎口の一部が壊された）があったが、現在は別の場所に移転している。
平成29年（2017年）4月6日、続日本100名城（149番）に選定された。
平成30年（2018年）6月6日、小牧市が大手道周辺の木を伐採したのち文化庁の許可を得ずに桜などを植樹するため掘削し、遺構を破壊していたことが発覚。。
平成31年（2019年）4月25日、小牧市により「れきしるこまき　小牧山城史跡情報館」が開館した。

### 年表
- 1563年（永禄6年） - 織田信長が、美濃国（岐阜県南部）を領する斎藤氏攻略のために、小牧山に城を建築。
- 1563年7月 - 織田信長が、本拠地を小牧山城に移転。
- 1567年（永禄10年） - 織田信長が、稲葉山城を攻略。「岐阜城」と名前を改め、小牧山から居城を移す。
- 1584年（天正12年） - 小牧・長久手の戦いの時に、徳川家康が小牧山城跡地に大規模な改修を行ない、自陣とする。
- 江戸時代 - 尾張徳川家の領地として保護を受ける。一般人の入山は禁止に。
- 1623年（元和9年） - 小牧山の南側にあった町と寺院が、東に移転される。
- 1872年（明治5年） - 一時民間に売却されるが買い戻され、「愛知県立小牧公園」となる。一般公開。
- 1889年（明治22年） - 土地を交換する形で、再び徳川家所有となる。一般公開禁止に。
- 1927年（昭和2年） - 徳川義親が、小牧山を国に寄付する。太平洋戦争期には軍の施設が置かれ、再び一般人の入山は禁止となった。
- 1927年（昭和2年）10月26日 - 国の史跡に指定される。
- 1930年（昭和5年） - 徳川家が小牧町（現在の小牧市）に、小牧山を寄贈。
- 1967年（昭和42年） - 平松茂が小牧城（現在建っている城）を建設。完成後、小牧市に寄贈。
- 1968年（昭和43年）4月1日 - 小牧市歴史館（小牧城）が開館。
- 1987年（昭和62年）10月 - 小牧山公開60周年記念事業開催。
- 1998年（平成10年） - 山の東側にあった小牧市立小牧中学校が移転。
- 2006年（平成18年）11月 - 小牧市歴史館（小牧城）の改装工事着工。
- 2007年（平成19年）3月31日 - 小牧市歴史館（小牧城）リニューアルオープン。
- 2009年（平成21年）9月5日・9月6日 - 織田信長サミット開催。
- 2013年（平成25年）1月1日～12月31日 - 「織田信長築城450年記念事業」として、1年をかけて織田信長に関する様々なイベントが開催された[9]。
- 2017年（平成29年）4月6日 - 続日本100名城（149番）に選定された。
- 2018年（平成30年）2月〜3月 - 小牧山を管理する小牧市みどり公園課が大手道周辺の桜の老木など約250本を倒木の恐れを理由に伐採。その後新たに桜やモミジなどの苗木70本を植えた。[7]。
- 2018年（平成30年）6月6日 - 大手道周辺の植樹が文化庁の許可を得ていなかった事が発覚。[7]。
- 2019年（平成31年）4月25日 - 「れきしるこまき 小牧山城史跡情報館」が開館。

## 施設

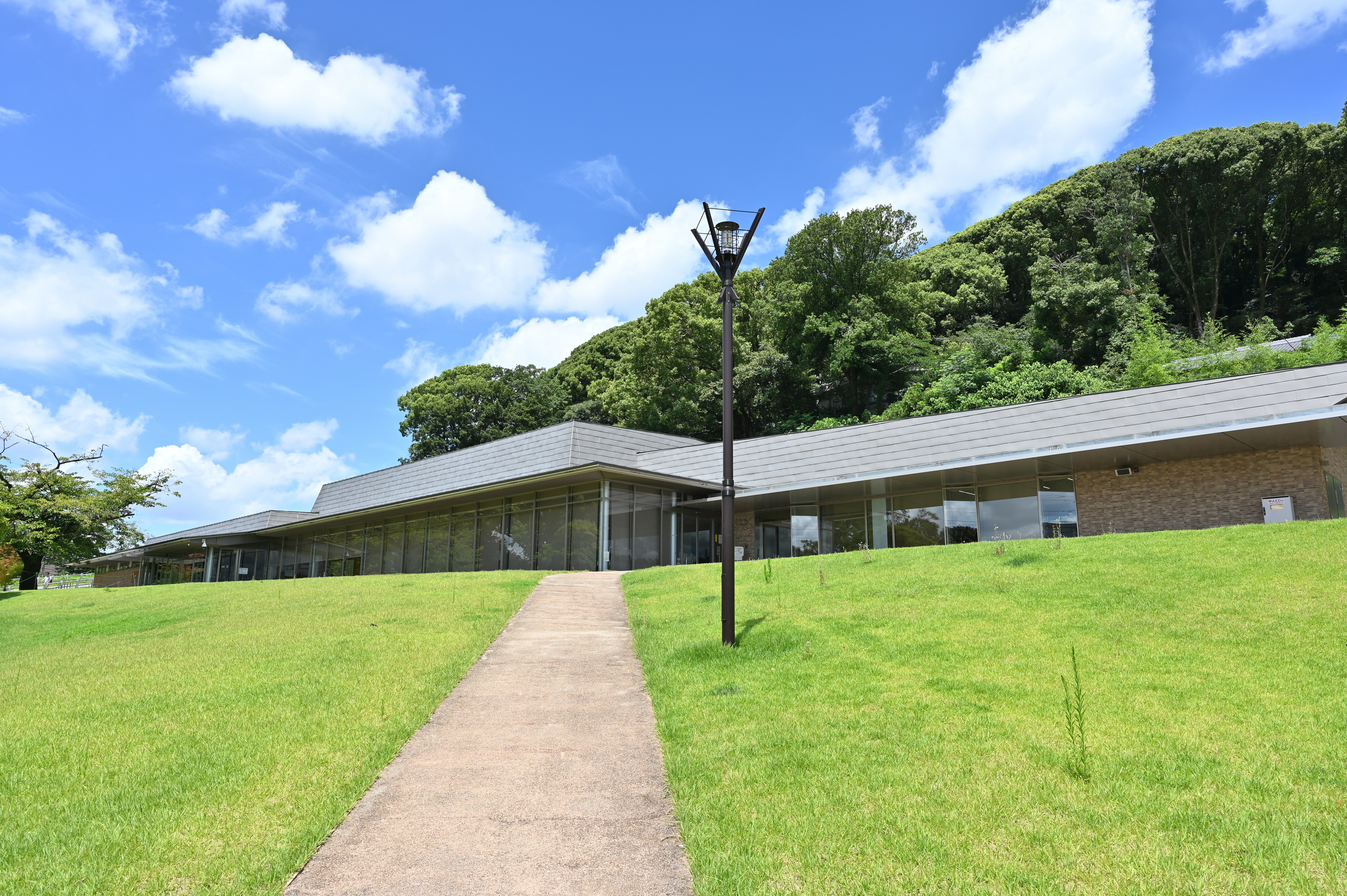
れきしるこまき

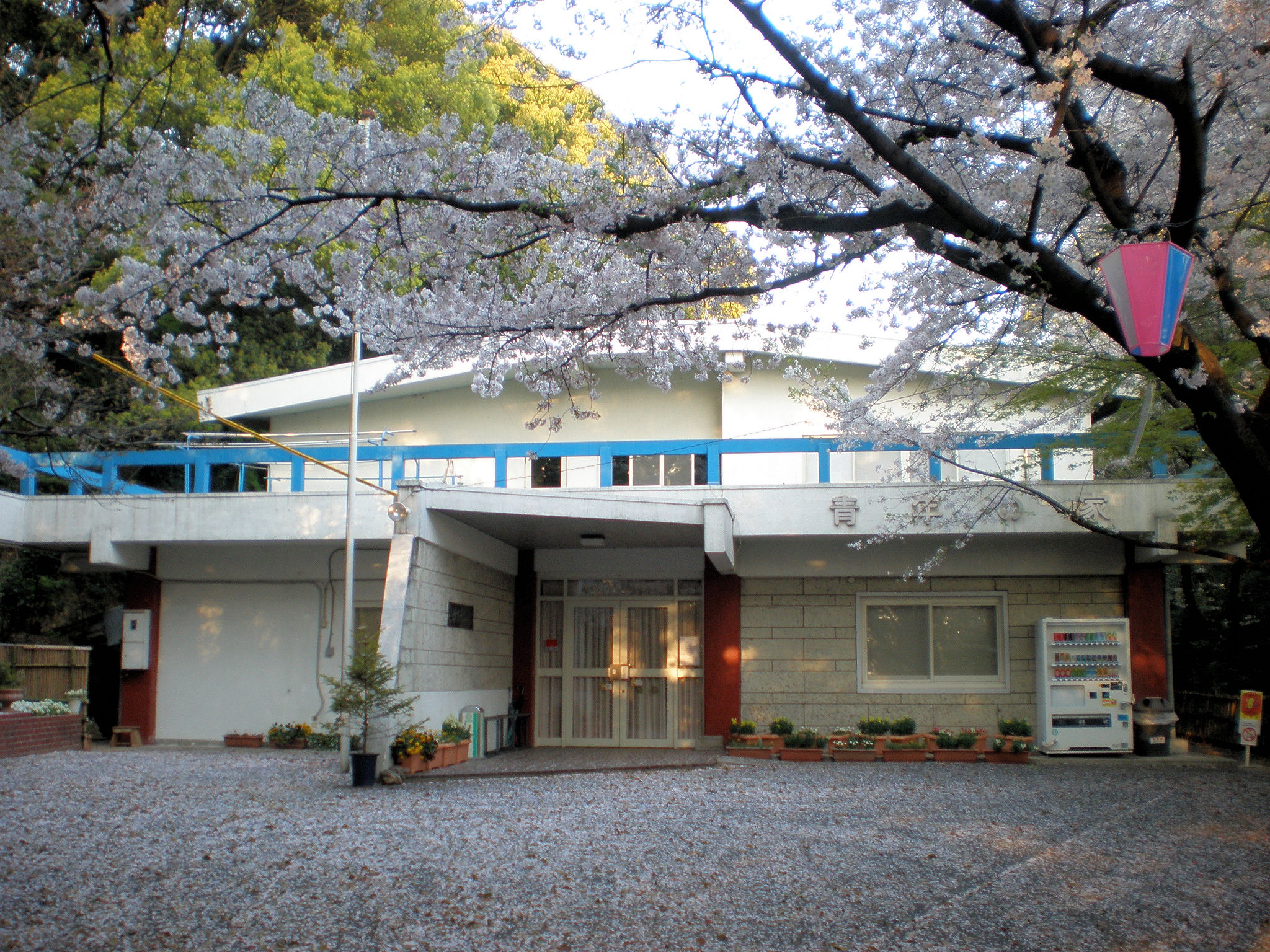
青年の家

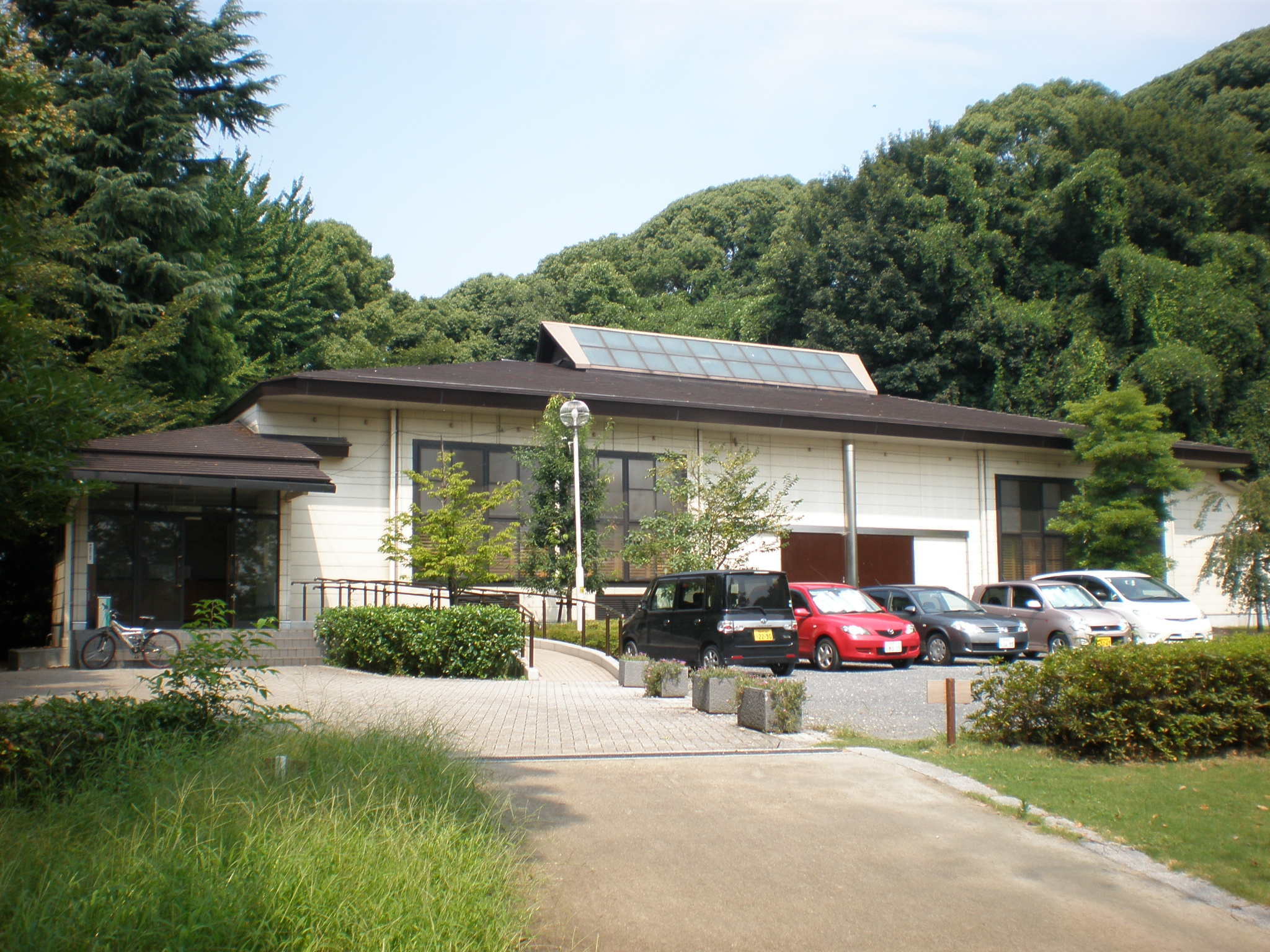
堀の内体育施設

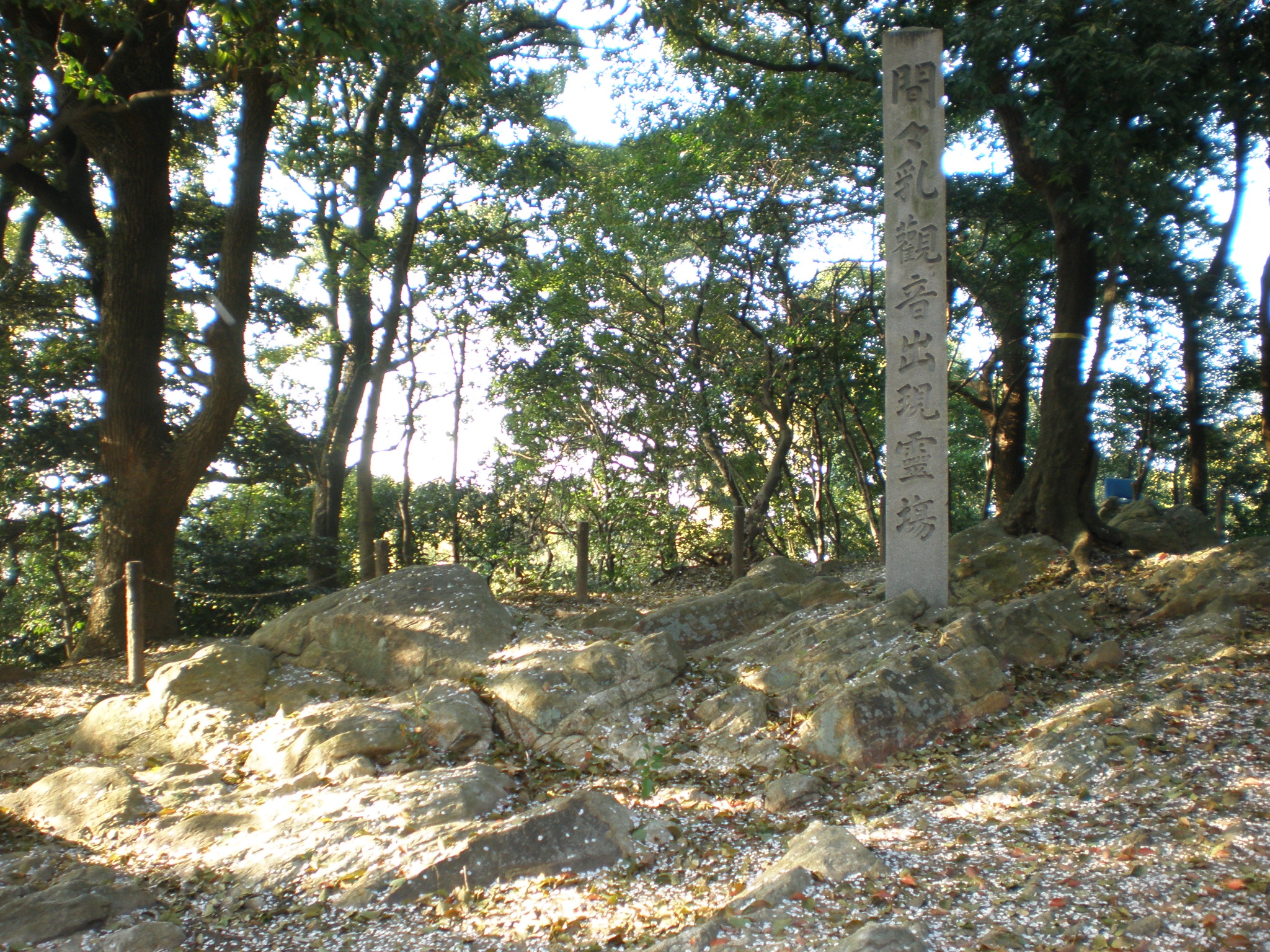
観音洞

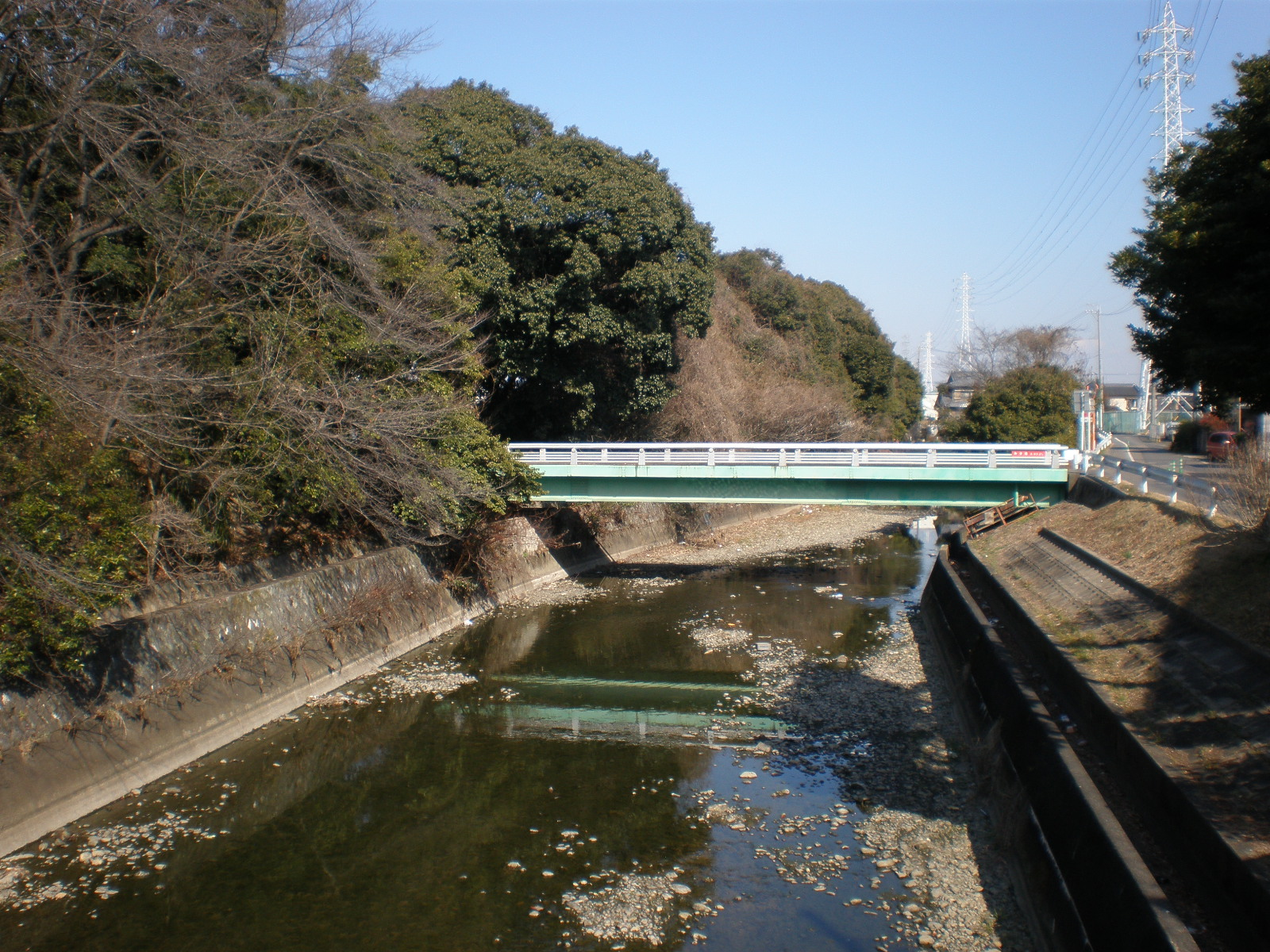
合瀬川

### 小牧市歴史館（小牧城）

#### 概要
現在ある小牧城の建物は、1962年（昭和42年）に名古屋市に住んでいた実業家の平松茂が、自身の財産を投じて建設し、小牧市に寄贈したものである。西本願寺の「飛雲閣」（伝聚楽第の遺構）をモデルとしており、1968年（昭和43年）に開館した。中世から現代にかけての小牧市の歴史的資料が各階に展示されているほか、最上階は展望施設となっている。入場料は一般200円（団体30名以上100円）、ふもとにある小牧山城史跡情報館（れきしるこまき）と共用。18歳以下無料。なお1階部分は無料。開館時間は午前9時から午後4時30分。休館日は毎月第三木曜日（祝日の場合は、翌日）と年末年始。施設の管理運営者は一般財団法人こまき市民文化財団。
施設の老朽化とアスベストの使用の問題から、2006年（平成18年）11月に改装工事が始められた。そして展示物の追加や変更なども行なわれ、2007年（平成19年）3月にリニューアルオープンした。また夜間にはライトアップが行なわれている。
県営名古屋空港およびその航路に近いため（約4km）、航空障害灯が設置されている。

#### 館内案内
1階
- 小牧山コーナー - 小牧山城や小牧山周辺から出土した様々な歴史的資料やそれを説明するパネルが、展示されている。
- 商家コーナー - 江戸時代末期から明治時代初期にかけて小牧市内に実在した商家（商人が使っていた家）の一部が、再現されている。
- 小牧の祭・小牧の民俗・近代～現代の小牧・平松茂氏コーナー

2階
- 小牧・長久手合戦コーナー - 小牧・長久手の戦いの様子を表した模型やビデオ映像などが、展示されている。
- 原始・古代～近代コーナー - 小牧市内で発掘された古代の遺物から近代の小牧市にまつわる歴史的資料など、様々な歴史的資料が展示されている。

3階
- 情報コーナー - 小牧市内の文化財やお祭りなどを紹介した映像を、見ることができる。

4階
- 展望室 - 濃尾平野を見渡せる展望室。有料の双眼鏡が設置されている。

#### 利用者数
1年間で約3万人の利用者があった（2006年（平成18年）度）。

### その他の施設・史跡等
- 青年の家 - 様々な講座等が行われている他、合宿・研修施設としても利用されている。
- 堀の内体育施設 - 柔道や剣道を行なう為の施設。
- れきしるこまき・小牧山城史跡情報館
- 遊歩道（東遊歩道、西遊歩道、山頂への時計周りの遊歩道とその枝道）[13]
- 徳川源明公の碑 - 尾張徳川家第9代藩主である徳川宗睦の碑。
- 観音洞
- 小牧山緑地
- 吉五郎稲荷
- 八幡社・愛宕社
- 桜の馬場
- さくらの園
- 土塁断面展示施設
- 井戸跡
- 土塁跡
- 舘舎跡
- 売店
- 休憩所
- トイレ
- 一般有料駐車場
- バス専用駐車場

## 催事
- 小牧山マラソン大会
- 小牧山さくらまつり - 毎年3月～4月の桜の開花時期に行われる祭り。毎年桜の馬場で野点や写生大会が行われる他、様々な催しが行われる。
- 小牧山お月見まつり
- 小牧山初日の出を拝む集い
- 小牧市民まつり

## 無許可植樹による遺構破壊
2018年（平成30年）2月〜3月にかけて小牧山を管理する小牧市みどり公園課が、大手道周辺のソメイヨシノの老木など約250本を「倒木の恐れがある」として伐採。ヤマザクラやイロハモミジなどの苗木70本を植えていた事が同年6月6日に発覚した。文化財保護法に基づき本来であれば史跡の現状変更には文化庁の認可が必要だが、同課は伐採に関しては小牧市教育委員会には申請していたが、植樹やそれに伴う掘削に関しては「4年前に樹木を更新していく方針を示していたので問題ないと考えた」「約30cm掘削したが、軽微なものとして対応した」として何の申請もしていなかった。また同市教委もこれは「日常の樹木管理の一環だ」と主張した。
これに対し文化庁は「植樹は作業の詳細や図面などを示して許可を申請するのが一般的」と指摘。また愛知県教育委員会は「遺構への影響がないと独断で判断すべきでなかった」と非難した。さらに奈良大学の千田嘉博教授は「明らかな国史跡の毀損行為で管理者である小牧市が自ら史跡を毀損した責任はきわめて大きい」「史跡では厳密な調査を行い、文化庁の指導のもと専門家による委員会が審議伐採する木を決定し、植栽計画を立てるのが原則」「小牧市みどり公園課の行為は不適切で、絶対にくり返してはいけない。市教委も遺構を破壊した植樹を「日常の樹木管理の一環」とするなら、とんでもない」「植樹によって毀損した小牧山城の遺構は、永久に失われた。猛省して史跡を大切にする整備・活用をしてほしい」と強い調子で非難した。
これに対し同年6月19日に山下史守朗小牧市長は市議会の一般質問で「許可を得る現状変更とは認識していない」と非難を一蹴。しかし「文化庁の判断を待ちたい」などと主張した。

## 所在地
- 愛知県小牧市堀の内1-1、山頂に二等三角点が設置されている[1]。

## 交通手段
- こまき巡回バス（こまくる）・ピーチバス・とよやまタウンバス・名鉄バスの「小牧市役所前（こまくるは小牧山前）」停留所を下車。

## 周辺
- 小牧市役所、小牧警察署
- 合瀬川 - 小牧山の東側を流れる川。旧木津川。
- MEGAドン・キホーテUNY小牧店
- 春日井保健所小牧支所
- 間々観音
- 国道155号、国道41号（名濃バイパス）
- 名古屋高速11号小牧線（堀の内出入口）
- 周辺の山
  - 尾張三山 - 尾張富士・本宮山・白山
  - 東谷山
  - 伊木山
  - 金華山

## 関連書籍
以下、右にある[表示]をクリックすると一覧表示される。